# Logika
Lógika (grško starogrško λόγος: lógos - beseda, smisel, misel, načelo) je filozofski nauk o mišljenju ter njegovih zakonitostih. Logika v ožjem smislu je znanost o pravilnem sklepanju. Tradicionalno je logika filozofska disciplina, v 19. stoletju pa je postala tudi del matematike in kasneje računalništva.

Logični simboli so nabor znakov:
- veljavno za: ∀ pogoj velja za celotno množico,  ∃ pogoj velja za vsaj eno število
- Logična povezava: ∧ konjunkcija, ∨ disjunkcija → implikacija, ↔/≡ vzajemni pogoj, ¬/~/np negacija. V tipkopisju ne uporabljajo vsi teh simbolov enako zavzeto ali dosledno

## Zgodovina
Aristotel je utemeljitelj logike. Njegovi logiški spisi (njegovo osrednje logiško delo je O razlaganju (Peri Hermeneias) se ukvarjajo z zakonitostmi pravilnega sklepanja. Aristotel je sistematično razmejil logiko kot znanost o pravilnem sklepanju od sofistike, grškega miselnega gibanja, ki se je pogosto posluževalo paradoksov in prikritih zmotah v argumentih.
Sholastika je razvila Aristotelov sistem v logiko, ki jo danes poznamo pod imeni logika terminov, silogistika ali A-sistem.  

## Koncepti

### Premise, zaključki in resnice
Premise in zaključki so sestavine argumentiranja in tako sestavni del logike. Premise se dopolnjujejo in zaključijo s sklepom. Da bi premise obveljale za primeren sklep, velja, da morajo premise veljati za izraz resnice.}} Premise so bile sprva zelo jasno vnaprej oblikovane izjave. Sodobna logika je manj obremenjena s tem. Uporablja se stavke in propozicije. Propozicije so ozadje in abstraktno ozadje izjav. Izjava sklepa na resničnost, propozicije pa opisujejo abstraktno opisovanje lastnosti objekta.

#### Notranja struktura
Premise in logični sklepi niso nujno enostavni. Propozicije so lahko celo zelo zapletene. Opisujejo lahko razmerja med več pojmi, izražajo sklepanje kot pot izbir, sklepov ali združevanja pojmov. Stavki dobijo tudi podlastnosti. Tako je stavek »Pes je sesalec.« sestavljen iz imena psa in lastnosti sesalca. Ko se te izjave sestavijo, se lahko stavek spremeni. »Pes je sesalec in želva je plazilec.« Tu gre za dva stavka, ki sta povezana z in, torej sta resnična in povezana v enotno propozicijo. Da je ta propozicija resnična, morata veljati oba. Tako se premišljuje o nadrejenim in podrejenih poljih, večjih in manjših množicah, razredih.

#### Logična resnica
Izjave so izražene v spoju z različnimi polji. Na primer "{\displaystyle p\land q}" pomeni {\displaystyle \land } (in). So še drugi izrazi: {\displaystyle \lor } (ali), {\displaystyle \to } (če, potem), and {\displaystyle \lnot } (negacija). Pogojni sklepi lahko pomenijo tudi sklepe {\displaystyle p\to q}, ki veljajo kot inverzna vrednost. Tako nastane sklep ({\displaystyle \lnot p\to \lnot q}) in obraten sklep ({\displaystyle \lnot q\to \lnot p}).
| p | q | p ∧ q | p ∨ q | p → q | ¬p → ¬q |
| - | - | ----- | ----- | ----- | ------- |
| T | T | T     | T     | T     | T       |
| T | F | F     | T     | F     | T       |
| F | T | F     | T     | T     | F       |
| F | F | F     | F     | T     | T       |

### Silogizem sklepov
Če je izjava p resnična in izjava q neresnična, bo tudi izjava, kjer sta p in q povezani izjavi neresnična, bo pa resnična izjava, kjer je izjava ali p ali q. Iz ene izjave ni moč sklepati na drugo, iz ene izjave je tudi težko sklepati na zanikanje naslednje.
Antične logične izjave so bile preproste. Kvalifikator...Objekt...Predikat. Predikat je moral imeti tudi vsebino določnosti. Odnos je moral biti dovolj dosledno definiran. 
«Riba je vedno v vodi.
Ribo ni potrebno definirati. Pomembno pa je, da ta riba ne more biti na zraku in da je voda mokra in da se nahaja v reki, vodovodu, ribniku in morju, ne pomeni pa pare, ledu ali ustekleničene vode v trgovini. A ko imamo opravka s lososom v drugi izjavi, mora biti definirana tudi riba glede na lososa. Druga izjava: 
»Losos je najbolj okusna jed na krožniku.« 
Izjava je resnična in losos je riba, kako je torej lahko na krožniku in ne v vodi? Povezovanje izjav in sklepanje zahteva torej vnos mnoštva podatkov in razumevanja. Če bila izjava »Vse ribe so v vodi«, bi bilo manj nesmisla in lažje logično sklepanje. Antična logika se je ukvarjala prav z izločanjem nesmiselnega sklepanja.
Izjav je namreč mnogo, omejuje jih samo domišljija. A oblika izjave Objekt...odnos...predikat zmanjšuje obseg po pravilih kombinatorike. Takih izjav je možno samo 256 variacij, a po preskušanju so ugotovili, da le 24 sklepov veljavnih. Stavek ima dano obliko. A sklep mora imeti tri stavke:
Prva premisa: Vsi M so P.
Druga premisa: Vsi S so M.
Zaključek: Vsi S so P.
Premise so se kodirale v silogizme štirih tipov, da bi olajšali pogovarjanje o načinu sklepanja:
| Koda | Kvalifikator | subjekt | odnos | predikat | tip                     | primer                       |
| ---- | ------------ | ------- | ----- | -------- | ----------------------- | ---------------------------- |
| A    | Vsi          | S       | so    | P        | univerzalno afirmativno | Vsi ljudje so smrtni.        |
| E    | Noben        | S       | je    | P        | univerzalno zanikanje   | Noben človek tak kot popoln. |
| I    | Nekateri     | S       | so    | P        | delna afirmacija        | Nekateri ljudje so zdravi.   |
| O    | Nekateri     | S       | niso  | P        | delno zanikanje         | Nekateri ljudje nimajo očal. |

Tako so poenostavili shemo:
| Oblika            | krajšanje | logika predikata |
| ----------------- | --------- | ---------------- |
| Vsi A so B        | AaB       | ali              |
| Noben A je B      | AeB       | ali              |
| Nekateri A so B   | AiB       |                  |
| Nekateri A niso B | AoB       |                  |

Zaradi izločanja so ugotovili, da mora biti sklep zaključen s pomočjo predpisanih figur sklepanja. 
|               | Figura 1 | Figura 2 | Figura 3 | Figura 4 |
| Prva premisa  | M–P      | P–M      | M–P      | P–M      |
| Druga premisa | S–M      | S–M      | M–S      | M–S      |

Tako bi sklep veljal v obliki Subjekt - Predikat.
| Figura 1 | Figura 2  | Figura 3 | Figura 4 |
| -------- | --------- | -------- | -------- |
| Barbara  | Cesare    | Datisi   | Calemes  |
| Celarent | Camestres | Disamis  | Dimatis  |
| Darii    | Festino   | Ferison  | Fresison |
| Ferio    | Baroco    | Bocardo  | Calemos  |
| Barbari  | Cesaro    | Felapton | Fesapo   |
| Celaront | Camestros | Darapti  | Bamalip  |

Preprosto povedano na primeru bArbArA:
AaB, BaC...torej AaC. A nosi pomen Subjekta, C pa opravlja vlogo predikata. B je vmesni element.

### Argumentacija in sklepanje
Logika je postopek uveljavljanja pojmov in definicij in nato sklepanja na njihovo točnost. Argumentacija sestavi resnične premise in jih predstavi v sklep. Inferenca je proces izbire in sestave sestavkov do zaključka. Uspešna uporaba logike se meri z usklajenostjo sklepov in zaključkov z resničnostjo. Razumen argument uporablja resnične premise in prihaja do resničnih sklepov. Znanstveno je tudi, da je besedilo zavezujoče za avtorja, preverjanje besedil in sklepov ocenjuje resničnost samo.
Sklepanje je postopek zbiranja informacij. Razumna obrazložitev argumentacije je vsaj deloma iracionalna. A argumentacija kot postopek mora biti popolnoma racionalen postopek, jasno obrazložen. Da bi bila argumentacija uspešna, mora biti vsak sklep med argumentacijo veljaven.
Poznamo deduktivno in induktivno sklepanje. Najbolj stabilno je deduktivno sklepanje. Induktivno sklepanje se opira na formalno logiko in prihaja do operativnih zaključkov, ki pa niso nujno preverljivi.

#### Dedukcija
Dedukcija preverja premise pred uporabo v sklepanju. Kontrola premis je garancija za pravilno sklepanje. Kdor sklepa tako zbira podatke, raznolike vide, raznolika znanja in tako mnoštvo sklepov. Nato izloča neresnične in nesmiselne sklepe. Dedukcija se ne ukvarja s definiranjem razredov ali množic, temveč primerja in sklepa na resnico, nato pa dvomi in preiskuša sklep po smiselnosti in veljavnosti.

#### Indukcija
Induktivno sklepanje zbira in poimenuje skupne lastnosti, oblikuje množice, definira in poimenuje skupne značilnosti, analizira stabilne enote in nato oblikuje skupna imena. Tako induktivno sklepanje ocenjuje iz množice podatkov na najbolj verjeten in logično preverljiv sklep. Sklep "(1) Vse žabe so sesalci; (2) Nobena mačka ni sesalec; (3) Nobena mačka ni žaba" ima veliko šibkosti, a formalna logika je veljavna in zato sklep ni vprašljiv. Vprašljive so le premise.

## Logične nedoslednosti
Ni vsako logično sklepanje smiselno ali resnično. Kako ocenjevati postopek argumentacije? Praviloma se preskuša vse premise in razmišlja o iracionalnih sklepih, ki zaznamujejo vsakdanje življenje. Logične napake se delijo na formalne in neformalne. Formalne napake predvidevajo nedoslednosti pri oblikovanju premis ali argumentacije. Velika večina logičnih napak šteje za neformalne logične napake, kjer je napaka nastala zaradi nedosledno uporabljenega konteksta ali nesmiselno uporabljenih besed. Napaka v logiki nastane, ker se sklepa po približnih opisih, bežnih sklepih. Sklepa se po predvidevanju, da je res nekaj, kar je običajno res, a ni preverljivo res. Sklepa se po informacijah, ki so subjektivno pomembni za tistega, ki sklepa ali tistega, ki tehta sklepe, niso pa pomembni ali resnični za veliko večino. Včasih se zgodi, da je za napako kriva naravna uporaba jezika, ki nima prav nič s logiko. "S te moke ne bo kruha. Alergičen sem na gluten. Na svetu ni kruha zame. Sploh ne morem it s trebuhom za kruhom."Napaka predvidevanja ima lahko resničen sklep, pa to ne pomeni, da so premise resnične. Ko logična napaka relevantnosti ne podpira sklepov, je lahko premisa brez pravega odnosa do sklepa. Ker premisa nima vzročnega odnosa do sklepa, sklepati odnos do zaključka ni možno iz premis, četudi so resnične in morebiti sprejemljive za občinstvo.

## Formalna logika
Formalni sistem logike je postal vedno bolj dodelan. Izdelali so se simbolični znaki, odnosi in oznake, ki prikazujejo logične sklepe in argumentacije in se koristijo pri dokazovanju določenih sklepov.

Najpomembnejša sodobna logika sta Frege in Russell. Utemeljila sta propozicijsko logiko, logiko, ki z razliko od Aristotelove logike ne operira s termini, temveč s propozicijami, s stavki. Propozicijsko logiko lahko sicer v zametkih zasledimo že v stoiški logiki.
Sodobnejši logiški sistemi so po navadi utemeljeni na opustitvi nekaterih aksiomov iz starejših logiških sistemov ter uvedbi intencionalnosti.